# Cosmoscarta tolina
Cosmoscarta tolina är en insektsart som beskrevs av Victor Lallemand 1939. Cosmoscarta tolina ingår i släktet Cosmoscarta och familjen spottstritar. Inga underarter finns listade i Catalogue of Life.